# 德馬吉縣
德馬吉縣（英語：Dhemaji district），旧译德马寺，是印度的一個縣，位於該國東北部，由阿薩姆邦負責管轄，面積3,237平方公里，2011年人口688,077，大部分居民信奉印度教，人口密度每平方公里213人。
该县的人民主要是由以阿萨姆语为母语的人组成。包括：Chutia，Ahoms（阿洪姆人，即傣族人），Sonowal Kacharis（卡查理人），Koches，Kalitas，Kaibartas和其他部落比如草地米星人（Mishings）和Deoris人。也有印度大陆来的移民和孟加拉穆斯林移民。这个县位于喜马拉雅山南麓，布拉马普特拉河北岸，经常洪水泛滥，是印度最落后的250个县之一。

## 领土争议
属于中华人民共和国声称对德馬吉縣的西北角一小部分领土拥有主权，认为其属于藏南地区的一部分。

## 外部連結
- Dhemaji district official website （页面存档备份，存于）